# Ópera Garnier
A Ópera Garnier ou Palais Garnier é uma casa de ópera localizada no IX arrondissement de Paris, França. O edifício é considerado uma das obras-primas da arquitetura de seu tempo. Construído em estilo neobarroco, é o 13º teatro a hospedar a Ópera de Paris, desde sua fundação por Luís XIV, em 1669. Sua capacidade é de 1979 espectadores sentados.
O palácio era comumente chamado apenas de Ópera de Paris, mas, após a inauguração da Ópera da Bastilha, em 1989, passou a ser chamado Ópera Garnier.

## História
A Ópera foi projetada no contexto da grande reforma urbana de Paris no Segundo Império, liderada pelo prefeito da região parisiense, Georges-Eugène Haussmann. Para a sua construção, em 1859, Haussmann foi autorizado por Napoleão III a promover a limpeza de 12 mil m² de terreno. O projeto foi objeto de concurso público, em 1861, do qual foi vencedor o arquiteto Charles Garnier (1825-1898), que era então um profissional desconhecido, de 35 anos de idade, e que viria posteriormente a construir também a Ópera de Monte Carlo, em Mônaco.

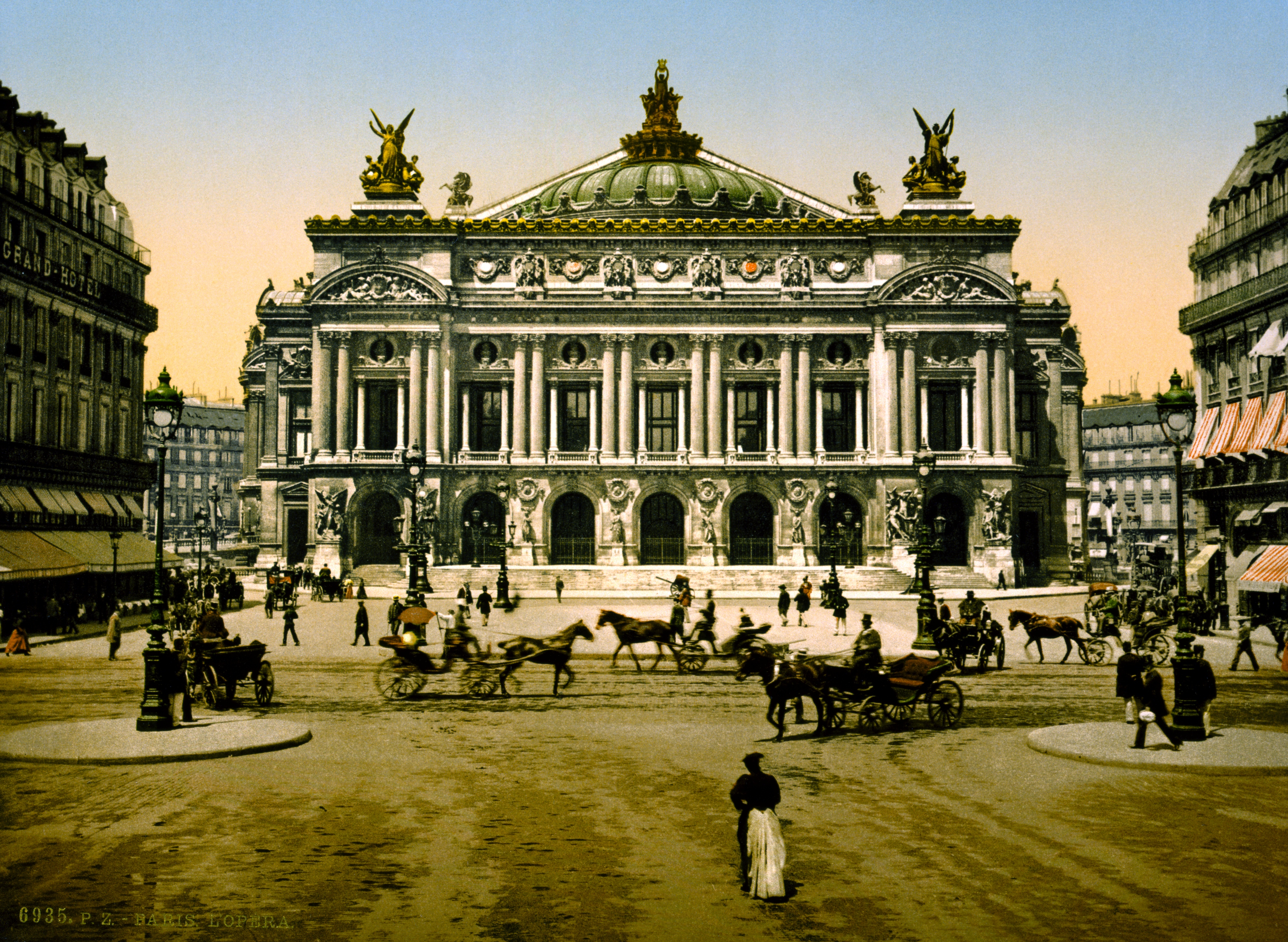
A Ópera Garnier em 1900.

A pedra angular da Ópera Garnier foi colocada em 1861 e a construção teve início no mesmo ano. Entretanto a obra foi interrompida por numerosos incidentes, incluindo a Guerra Franco-Prussiana, a queda do Império francês e a Comuna de Paris. Outro problema foi o próprio terreno, extremamente pantanoso, o que implicou contínuos bombeamentos de água durante oito meses, antes que as fundações pudessem ser lançadas. Dizia-se que existia um lago subterrâneo alimentado pelo rio Grange-Batelière - hipótese  sabiamente explorada pelo célebre romance de  Gaston Leroux, O Fantasma da Ópera. Na realidade, o rio corre um pouco mais longe.
Depois de inúmeros contratempos, os trabalhos foram completados em 1874, e o Palácio Garnier foi formalmente inaugurado em 15 de janeiro de 1875, com a representação da ópera A Judia, de  Halévy, e trechos de Os Huguenotes, de Giacomo Meyerbeer.
Quando a estação Opéra do metrô foi construída, havia receio de que a característica entrada das estações parisienses, de ferro fundido, em estilo art nouveau, pudesse conflitar com a fachada do Palácio. Como resultado, balaustradas em mármore foram empregadas.
O majestoso edifício tem área total de 11 mil m² (ou 118 404 ft²) e o imenso palco pode acomodar até 450 artistas. O estilo é monumental. O prédio é ornamentado e ricamente decorado, com frisos de mármore multicolorido, colunas e muitas estátuas. O interior é também muito rico, com veludos, superfícies folheadas a ouro, querubins e ninfas. O candelabro central do salão principal pesa mais de seis toneladas, e uma segunda pintura do teto foi feita em 1964 por Marc Chagall.
Diz a lenda que a imperatriz Eugénia de Montijo perguntou a Garnier se o palácio seria em estilo grego ou romano, ao que o arquiteto teria respondido: "É no estilo Napoleão III, Madame!"

## A Ópera Garnier hoje
O Palácio Garnier é um dos dois teatros que abrigam a Ópera Nacional de Paris, sendo o outro a Ópera da Bastilha.

## Acesso
O palácio é servido pela estação de metrô Opéra.